# 안티고네 (2019년 영화)
《안티고네》(Antigone)는 캐나다에서 제작된 소피 데라스페 감독의 2019년 드라마 영화이다. 나에마 리치 등이 주연으로 출연하였고 마크 데이글 등이 제작에 참여하였다. 2018년 그레이터몬트리올에서 촬영되었다.
이 영화는 2019년 토론토 국제영화제에서 초연되었으며 긍정적인 평가를 받았다. Toronto International Film Festival Award for Best Canadian Film을 수상했다.

## 출연
- 나에마 리치 - 안티고네 역
- 라와드 엘-제인 - 폴리네이케스 역
- 누르 벨키리아 - 이스메네 역
- 하킴 브라히미 - 에테오클레스 역
- 라치다 오사사다- 메노이케우스 역
- 앙투안 데로쉬에 - 하이몬 역
- 폴 듀셋 - 크리스티앙 역
- 장세바스티앙 코르셰스네 - 오닐 역